# Bret Robbins
Bret Robbins es un director creativo nominado al BAFTA por el videojuego de survival horror Dead Space (2008)
También ha sido el director del videojuego de fantasía El Señor de los Anillos: el retorno del Rey (2003). Ambos videojuegos fueron desarrollados por Electronic Arts.

## Videojuegos
- El Señor de los Anillos: el retorno del Rey (2003)
- Dead Space (2008)
- Call of Duty: WWII (2017)